# 1919年中国
| 中国历史 / 中国历史年表                                                                                                   |
| 世紀： 19世纪中国 / 20世纪中国 / 21世纪中国                                                                               |
| 年代： 1880年代中国 / 1890年代中国 / 1900年代中国 / 1910年代中国 / 1920年代中国 / 1930年代中国 / 1940年代中国             |
| 年份： 1915年中国 / 1916年中国 / 1917年中国 / 1918年中国 / 1919年中国 / 1920年中国 / 1921年中国 / 1922年中国 / 1923年中国 |
| 纪年： 己未年（羊年）、中华民国8年                                                                                        |

## 大事記

### 1月
- 1月1日——《國民》雜誌在北京創刊，月刊，係學生救國會機關刊物，旨在反帝愛國宣傳，宗旨有四：「一、增進國民人格；二、灌輸國民常識；三、研究學術；四、提倡國貨」，《國民》共出八期，1921年5月第二卷第四號出版後停刊；《新潮》月刊創刊，係北京大學學生團體新潮社出版物，傅斯年、羅家倫等主辦[1]:1039。
- 1月5日——徐世昌任命汪榮寶為駐瑞士特命全權公使，魏宸組為駐比利時特命全權公使[1]:1040。
- 1月6日——廣州軍政府政務會議決定設立軍事委員會，任鈕永建、李書城、蔣尊簋、林虎、馬濟、劉祖武、陳強、金永炎、張孝准、呂公望、魏士厚、魏邦平、繆嘉壽為軍事委員會委員，1月28日決定由李烈鈞任軍事委員會會長，以蔣尊簋為常任幹事，並補方聲濤為委員[1]:1040。
- 1月9日——廣州軍政府委任伍廷芳、孫中山、汪精衛、王正廷、伍朝樞為出席巴黎和會專使；廣州軍政府電北京政府，告以派唐紹儀為出席南北議和會議總代表，章士釗、胡漢民、李曰垓、曾彥、郭椿森、劉光烈、王伯群、彭允彝、饒鳴鑾、李述膺為代表，「即日赴滬，聽候陝、閩、鄂西問題解決，即行開議」，後因唐繼堯不滿李曰垓，遂於1月14日再電北京政府，告以李曰垓一席改派繆嘉壽充任；北京國會參議院舉李盛鐸為議長[1]:1041。
- 1月10日——徐世昌令准財政次長李思浩辭鹽務署署長及稽核總所總辦兼職，改令張弧兼署；徐世昌令將全國煙酒公賣局改組為全國煙酒事務署，以張壽齡督辦全國煙酒事務[1]:1041。
- 1月11日——北京錢能訓內閣正式改組，徐世昌令准陸徵祥、錢能訓、段芝貴、劉冠雄、朱深、傅增湘、田文烈、曹汝霖分別辭去外交、內務、陸軍、海軍、司法、教育、農商、交通兼署財政各部總長職，特任錢能訓、陸徵祥、龔心湛、靳雲鵬、劉冠雄、朱深、傅增湘、田文烈、曹汝霖分別為內務、外交、財政、陸軍、海軍、司法、教育、農商、交通各部總長，任命郭則澐為國務院秘書長，外交總長陸徵祥未到任以前，着由次長陳籙代理部務，財政總長龔心湛未到任以前，着次長李思浩暫行代理部務；徐世昌任張懷芝為參謀總長，呂調元為安徽省長，未到任前由李維源暫代；廣州國會開兩院聯合會，議決軍政府改名護法政府，並發表《中華民國國會第四次宣言》：兩院聯合會「議決修改軍政府為護法政府案，委托軍政府代行國務院職務、攝行大總統職務，以護法政府名義行之」，1月13日將此項決議正式宣布，按因軍政府內各系軍閥反對，此項決議未見諸實施，後仍沿用軍政府名稱[1]:1042。
- 1月12日——徐世昌令財政總長龔心湛兼任鹽務署督辦，1月16日再令龔兼任幣制局督辦[1]:1042。
- 1月18日——巴黎和會開幕，北京政府代表陸徵祥、王正廷出席，並向大會提交取消外人在華特殊利益及廢除「二十一條」[1]:1045。
- 1月19日——湖南督軍兼省長張敬堯電北京政府，借口「結束湘事」，請速將吳佩孚所部調離湖南[1]:1045。
- 1月21日——徐世昌特派陸徵祥、顧維鈞、王正廷、施肇基、魏宸組為出席巴黎和會全權委員，該名單直至1月28日始由和會正式公布[1]:1045。
- 1月27日——出席巴黎和會美、英、法、意、日代表舉行五國會議，討論處置德屬殖民地問題，中國代表顧維鈞、王正廷應邀參加，會間日代表牧野伸顯乘機提出德國在山東所占一切權利應無條件讓與日本之要求，顧維鈞當即稱：關於山東問題，「應由中國陳說理由後，再行討論」[1]:1047。
- 1月28日——巴黎和會美、英、法、意、日代表繼續舉行五國會議，中日兩國代表就山東問題展開激烈爭論，顧維鈞要求大會「尊重中國政治獨立，領土完整」，將德國在山東所占一切權利直接交還中國，而牧野則借口中日兩國關於山東問題「已有成約」，堅決反對，顧維鈞當即稱：日本代表所謂「成約」，「想係指一九一五年二十一款要求所發生之條約及換文而言……此項條約換文，經日本送達最後通牒，中國始不得已而允之，不能認為有效」[1]:1047。

### 2月
- 2月5日——北京大學等校電巴黎和會中國代表，要求：「取消中日所訂『二十一條』及軍事協約……務望努力堅持。……學生等當聯合國人，以全力為諸公後盾。」[1]:1049-1050
- 2月7日——孫中山自上海覆函廣州謝持，告以不能擔任巴黎和會特使，廣州軍政府七總裁個人聯名電北京政府時，以不列名為宜[1]:1050。
- 2月9日——北京各大專學校學生1.15萬人電巴黎和會中國代表，請「保持國權」，「對於中日爭執堅持到底」，並聲言「誓為諸公後盾」；熊克武就任四川督軍[1]:1051。
- 2月10日——北京政府電巴黎和會中國代表，許有隨時宣布中日各項密約全權，並於同日授權外交部發表正式聲明，公布2月2日日使小幡與陳籙會見實情[1]:1051。
- 2月11日——國際聯盟中國同志會在北京大學開成立會，推定梁啟超為理事長，汪大燮代理事長，蔡元培、王寵惠、李盛鐸、嚴修、熊希齡、張謇為理事，次日通過九項議案，入會者800餘人[1]:1051。
- 2月15日——中國代表在巴黎和會提出山東問題長篇說帖，要求將膠澳租借地、膠濟鐵路及德國在山東強占之其他權利直接歸還中國[1]:1052。
- 2月16日——中國國民外交協會在北京正式成立，舉張謇、熊希齡、林長民、王寵惠、嚴修、范源濂、莊蘊寬等為理事[1]:1052。
- 2月17日——曹汝霖、陸宗輿以三興公司名義與日人合辦遼西新邱煤礦，資本3,000萬日元[1]:1053。
- 2月18日——錢能訓為首之和平統一會，改組為己未俱樂部[1]:1053。
- 2月20日——南北議和會議在上海開幕，南北雙方總代表唐紹儀、朱啟鈐在會上致詞[1]:1053。
- 2月21日——南北議和第一次會議，討論陝西問題，唐紹儀要求撤換妨礙陝西停戰之陳樹藩，朱啟鈐則堅持照李純2月6日通電宣布南北雙方一致同意之陝、閩、鄂西停戰之五條辦法解決[1]:1054。
- 2月22日——南北議和第二次會議，續議陝西問題，雙方共同推定張瑞璣為陝西停戰劃界監視員，次議軍事問題，決定發電北京政府，要求宣布軍事協約及一切附件，停止向日本支取參戰借餘額1,700萬元[1]:1054。
- 2月24日——南北議和第三次會議，雙方一致同意要求北京政府將中日軍事協定「一切附件及關於該事之往返文牘，悉數抄寄」，唐紹儀對錢能訓來電所稱參戰處「不容遽爾裁撤」事提出抗議，並要求「軍事協約事項，應付本會解決」，唐、朱分別指定各自代表審查「湖南問題」及審查「八年公債案」[1]:1055。
- 2月26日——南北議和第四次會議，唐紹儀據右任陝西仍有戰鬥之報告，要求撤換陝督陳樹藩，並稱：「南方代表已決議，每日到會只待陳樹藩撤去，不再討論別事」，雙方同意是日會議改為談話會[1]:1055。
- 2月28日——南北議和第五次會議，朱啟鈐報告收到中日軍事協約全文，計《中日軍事協定文書》、《陸軍共同防敵協定文》、《海軍共同防敵協定文》、《解釋歐戰終了文書》共4件，此外別無附件，唐紹儀稱陝西停戰一事「從本日起四十八小時內，如尚未得北京政府圓滿之答覆，惟有向外交團聲明停頓和議」[1]:1056。

### 3月
- 3月1日——北京新國會開第二次常會；徐世昌令陸軍部通行各省區將領，不得任意槍斃人犯，「以重刑典」[1]:1056。「中日合辦」寶山玻璃廠在上海成立，資本50萬元，日人角田芳太郎出資27萬元為該公司代表，開設期限20年[1]:1057。
- 3月2日——南方議和代表以48小時限期已屆，而陝西停戰問題未決，乃發表停止和平會議宣言：「蓋所議者和也，和戰不能並立。今一面言和，一面主戰，此非北京政府謀和之無誠意，即其威信之不能行。有一於此，和必無幸」，南北議和會議遂告停頓[1]:1057。
- 3月5日——廣州軍政府成立大理院，任命趙士北為院長[1]:1058。
- 3月10日——大陸銀行成立，資本總額500萬元，總行設天津[1]:1059。
- 3月14日——徐世昌任命張樹元為山東督軍[1]:1061。
- 3月17日——徐世昌指令照准甘肅導河縣太子寺添設縣治，定名為寧定縣（今廣河縣）；第一批留法勤工儉學生歐陽欽等89人，乘輪離上海赴法[1]:1062。
- 3月20日——北京大學文科教授劉師培發起籌辦之《國故月刊》創刊，以反對白話文，宣揚道德文化為己任，攻擊新文化運動[1]:1063。
- 3月30日——徐世昌以陝西戰事停止，令上海和會代表續開和議；徐世昌任熊炳琦繼胡龍驤為陸軍大學校長[1]:1066。

### 4月
- 4月4日——徐世昌派沈步洲充歐洲留學生監督[1]:1068。
- 4月7日——南北和會代表恢復談話會，決定次日續開談話會，4月9日正式開議[1]:1069。
- 4月8日——南北和會續開談話會，就會議程序達成協議[1]:1069。
- 4月9日——南北議和正式復會，雙方代表舉行第六次會議[1]:1070。
- 4月11日——夜，北京政府駐日公使章宗祥離東京返國，行前中國留學生30餘人趕往車站，痛斥其賣國罪行，並以賣國賊呼之[1]:1072。
- 4月15日——出席巴黎和會中國代表團提出廢除1915年中日協定（即「二十一條」）說帖，同時認為1917年二三月英日、英法之密約，應隨中國對德宣戰而作廢[1]:1073。

### 5月
- 5月1日——英國外交大臣貝爾福召見巴黎和會中國代表施肇基、顧維鈞，面告三國會議對山東問題之決定，以主權交中國，經濟權付日本，中國代表團對此表示強烈抗議；北京中國國民外交協會電巴黎和會中國代表：「聞日代表強欲佔據青島及山東鐵道，又欲承認一九一五年中日協約及一九一八年之密約，無論如何吾等不能承認此種要求，請以全力抗拒之。和平條約中若承認此種要求，諸公切勿簽名」，另電美、英、法、意首腦：「德國在山東省所攫得之權利，吾等再行要求直接歸還中國。……如許日本在山東省有權利者，吾等決不承認。若以強力壓迫，我國四萬萬人誓以全力抵抗」，電中稱中國人民決不承認「二十一條」及1918年之中日密約[1]:1079。
- 5月2日——北京眾議院開會，決定致電巴黎和會，要求將山東直接交還中國；北京大學校長蔡元培召集學生代表百餘人開會，講述巴黎和會列強互相勾結、犧牲中國主權情形，號召大家奮起救國[1]:1080。
- 5月3日——蔡元培得外交委員會委員長汪大燮走告：錢能訓內閣密電巴黎和會代表簽字於喪權辱國之山東條款，當即召集北京大學學生代表宣布此訊，是晚北京大學舉行全體學生大會，討論對策，高等師範、法政大學等校代表均與會，各校學生登台演說，決定原訂於5月7日在天安門之游行大會，提前於5月4日舉行；汪大燮、林長民自行解散外交委員會；國民外交協會開全體職員會，討論力爭山東主權辦法，議決於5月7日在中央公園召開國民大會發表正式宣言，並分電各省各團體同日舉行[1]:1080。出席巴黎和會中國代表陸徵祥、王正廷、施肇基、顧維鈞、魏宸組5位全權代表聯名致電北京政府請求辭職：「和會仍憑戰力，公理莫敵強權。祥等力竭智窮，負國辱命，謹合呈大總統，請即開去全權」，旋國務院復電慰留[1]:1080-1081。
- 5月4日——五四運動爆發，下午1時許北京大學、高等師範、政法專門、中國大學、朝陽大學、工業專門、農業專門、醫學專門、滙文大學、警官學校、鐵路管理學校、稅務學校、民國大學13所學校學生3,000餘人，手執小白旗，上書有「取消二十一條」、「還我青島」、「保我主權」、「誅賣國賊曹汝霖、章宗祥、陸宗輿」等字樣，齊集天安門，發表演說，宣讀《北京學生界宣言》，2時半開始游行，沿途散發傳單，號召：「全國工商各界一律起來，設法召開國民大會，外爭主權，內懲國賊」，各校整隊出發前，步軍統領李長泰、京師警察廳總監吳炳湘及教育部代表均聞訊趕到，力阻學生游行，當遭嚴詞駁斥，游行隊伍先至東交民巷西口，學生代表段錫朋、羅家倫、許德珩、狄福鼎4人向美國使館遞交說帖，旋赴其他使館，遭守兵阻止，乃轉赴東城趙家樓曹汝霖宅，曹聞訊逃匿，眾遂痛毆適在該處之章宗祥，並火焚曹宅，警察趕赴現場鎮壓，捕去學生32人[1]:1081-1082。

### 6月
- 6月1日——徐世昌令裁撤阿爾泰辦事長官，所轄區域歸併新疆省，改設阿山道尹一缺，所有該長官原管之蒙哈等事務均由該道尹循舊接管[1]:1111。

### 7月
- 7月1日——少年中國學會在北京正式成立，王光祈主席，總會設於北京，另於南京、成都設分會，宗旨為：「本科學的精神，為社會的活動，以創造少年中國」，會員42人，嗣後選舉職員，評議部主任曾慕韓（琦）、執行部主任王光祈，7月15日該會機關刊物《少年中國》月刊創刊，陳愚生任總經理，李大釗為編輯主任[1]:1124。

### 8月
- 8月1日——孫中山於上海創辦中華革命黨理論刊物《建設》雜誌，並為其撰寫《發刊詞》[1]:1131。

### 9月
- 9月1日——徐世昌公布4月3日為「恢復共和國紀念日」，原以7月12日為該項紀念之決定即行廢止[1]:1138。

### 10月
- 10月4日——唐紹儀自上海再電廣州軍政府請辭南北議和南方總代表職[1]:1146。

### 11月
- 11月4日——「中日合辦」開原銀行於奉天開原成立，資本定額100萬日元，中日各半，主要出資者為日人川島定兵衛、津田善松及華人王執中、米玉齋等人，以日人藤岡織太郎為該銀行代表，開設期限20年[1]:1152。

### 12月
- 12月1日——徐世昌令徐樹錚以西北籌邊使督辦外蒙善後一切宜，所有原設辦事大員暨佐理員各職一律裁撤，駐庫倫辦事大員公署歸併西北籌邊使署[1]:1160。